# Waikapu
Waikapu ( hawaiano : Waikapū ) è un luogo designato al censimento (CDP) nella contea di Maui , Hawaii , Stati Uniti. La popolazione era di 2.965 al censimento del 2010 . 

## Geografia
il CDP ha una superficie totale di 11,0 miglia quadrate (28 km 2 ), di cui 11,0 miglia quadrate (28 km 2 ) è terra e 0,04 miglia quadrate (0,10 km 2 ), o 0,18%, è l'acqua.

## Dati demografici
A partire dal censimento del 2000, c'erano 1.115 persone, 347 famiglie e 274 famiglie residenti nel CDP. La densità di popolazione era di 101,6 persone per miglio quadrato (39,2 / km²). C'erano 360 unità abitative con una densità media di 32,8 per miglio quadrato (12,7 / km²). La composizione razziale del CDP era il 15,25% di bianco , lo 0,36% di afroamericani , lo 0,27% di nativi americani , il 48,61% di asiatici , il 9,60% di isole del Pacifico , lo 0,54% di altre razze e il 25,38% di due o più razze. Ispanici o latini di qualsiasi razza erano il 6,10% della popolazione.
Vi erano 347 famiglie, di cui il 40,3% aveva figli di età inferiore ai 18 anni che vivevano con loro, il 61,4% erano coppie sposate che vivevano insieme, il 12,1% aveva una donna di famiglia senza marito presente e il 21,0% erano non famiglie. Il 15,3% di tutte le famiglie era composto da individui e il 6,6% aveva qualcuno che viveva da solo di età pari o superiore a 65 anni. La dimensione media della famiglia era 3,21 e la dimensione media della famiglia era 3,57.
Nel CDP la popolazione era sparsa con il 27,0% di età inferiore ai 18 anni, il 6,9% da 18 a 24 anni, il 29,3% da 25 a 44 anni, il 25,2% da 45 a 64 anni e l'11,6% di età pari o superiore a 65 anni. L'età media era di 37 anni. Per ogni 100 femmine, c'erano 100,9 maschi. Per ogni 100 femmine di età pari o superiore a 18 anni, c'erano 100,0 maschi.
Il reddito mediano per una famiglia nel CDP era $ 62.813 e il reddito medio per una famiglia era $ 65.781. I maschi avevano un reddito medio di $ 43.125 contro $ 32.875 per le femmine. Il reddito pro capite per il CDP era di $ 24.564. Circa lo 0,7% delle famiglie e l'1,9% della popolazione erano al di sotto della soglia di povertà, tra cui l'1,7% di quelli di età inferiore ai 18 anni e l'1,6% di quelli di età pari o superiore a 65 anni.